# Stegana mehadiae
Stegana mehadiae är en tvåvingeart som beskrevs av Oswald Duda 1924. Stegana mehadiae ingår i släktet Stegana och familjen daggflugor. Arten är reproducerande i Sverige. Inga underarter finns listade i Catalogue of Life.